# Mistrzostwa Świata Juniorów w Łyżwiarstwie Szybkim 2025
53. Mistrzostwa Świata Juniorów w Łyżwiarstwie Szybkim 2025 – zawody sportowe, które odbyły się w dniach 7–9 lutego 2025 r. we włoskiej miejscowości Collalbo (niem. Klobenstein) na terenie gminy Renon (niem. Ritten) w kompleksie Ritten Arena. Zgodnie z programem mistrzostw zorganizowano po siedem konkurencji dla kobiet i mężczyzn (pięć indywidualnych i dwie drużynowe), premierową sztafetę mieszaną oraz wyłoniono klasyfikacje wielobojowe, sumujące wszystkie indywidualne wyniki łyżwiarzy na dystansach od 500 do 3000/5000 m. 
Były to siódme w historii mistrzostwa świata juniorów, które zostały rozegrane we Włoszech oraz trzecie w Collalbo (poprzednio w 2002 i 2013).

## Klasyfikacja medalowa
Gospodarz (Włochy)
| Lp.     | Reprezentacja     | Złoto | Srebro | Brąz | Razem |
| 1.      | Austria           | 4     | 0      | 0    | 4     |
| 2.      | Niemcy            | 3     | 1      | 2    | 6     |
| 3.      | Japonia           | 2     | 4      | 3    | 9     |
| 4.      | Czechy            | 2     | 1      | 1    | 4     |
| 4.      | Kanada            | 2     | 1      | 1    | 4     |
| 6.      | Polska            | 1     | 3      | 2    | 6     |
| 7.      | Norwegia          | 1     | 2      | 2    | 5     |
| 8.      | Holandia          | 1     | 1      | 3    | 5     |
| 9.      | Portugalia        | 1     | 0      | 0    | 1     |
| 10.     | Włochy            | 0     | 2      | 0    | 2     |
| 11.     | Korea Południowa  | 0     | 1      | 1    | 2     |
| 12.     | Hiszpania         | 0     | 1      | 0    | 1     |
| 13.     | Stany Zjednoczone | 0     | 0      | 2    | 2     |
| Łącznie | Łącznie           | 17    | 17     | 17   | 51    |

## Medaliści i medalistki
| Konkurencja          | Złoto                                                              | Srebro                                                           | Brąz                                                                |
| Kobiety              |                                                                    |                                                                  |                                                                     |
| 500 metrów           | Shizuko Okuaki                                                     | Jung Hui-dan                                                     | Hanna Mazur                                                         |
| 1000 metrów          | Jeannine Rosner                                                    | Hanna Mazur                                                      | Shizuko Okuaki                                                      |
| 1500 metrów          | Jeannine Rosner                                                    | Ayano Sekiguchi                                                  | Hanna Mazur                                                         |
| 3000 metrów          | Jeannine Rosner                                                    | Emily Tormen                                                     | Jasmijn Veenhuis                                                    |
| Wielobój             | Jeannine Rosner                                                    | Emily Tormen                                                     | Jasmijn Veenhuis                                                    |
| Bieg masowy          | Jéssica Rodrigues                                                  | Ona Rodríguez                                                    | Marley Soldan                                                       |
| Sprint drużynowy     | Polska · Wiktoria Dąbrowska · Julia Grzywińska · Hanna Mazur       | Kanada · Isabelle Champagne · Skylar Van Horne · Julia Snelgrove | Korea Południowa · Lee Je-in · Jung Hui-dan · Lim Lee-won           |
| Bieg drużynowy       | Holandia · Jasmijn Veenhuis · Rosalie van Vliet · Britt Breider    | Polska · Zofia Braun · Hanna Mazur · Emilia Zawisza              | Japonia · Ayano Sekiguchi · Tomoka Okuaki · Saki Judo               |
| Mężczyźni            |                                                                    |                                                                  |                                                                     |
| 500 metrów           | Jalen Doan                                                         | Fuga Tsujimoto                                                   | Finn Sonnekalb                                                      |
| 1000 metrów          | Finn Sonnekalb                                                     | Didrik Eng Strand                                                | Jalen Doan                                                          |
| 1500 metrów          | Finn Sonnekalb                                                     | Didrik Eng Strand                                                | Metoděj Jílek                                                       |
| 5000 metrów          | Metoděj Jílek                                                      | Taiga Sasaki                                                     | Sil van der Veen                                                    |
| Wielobój             | Finn Sonnekalb                                                     | Metoděj Jílek                                                    | Didrik Eng Strand                                                   |
| Bieg masowy          | Metoděj Jílek                                                      | Shomu Sasaki                                                     | William Silk                                                        |
| Sprint drużynowy     | Norwegia · Arne Lernes · Miika Johan Klevstuen · Didrik Eng Strand | Polska · Szymon Hostyński · Mikołaj Bielas · Mateusz Śliwka      | Niemcy · Lennart Grabe · Levente Engst · Finn Sonnekalb             |
| Bieg drużynowy       | Japonia · Shomu Sasaki · Taiga Sasaki · Taiki Shingai              | Holandia · Sil van der Veen · Mats Bendijk · Mika Kolder         | Norwegia · Filip Møller Nordal · Didrik Eng Strand · Eirik Andersen |
| Konkurencje mieszane |                                                                    |                                                                  |                                                                     |
| Sztafeta mieszana    | Kanada · Julia Snelgrove · Jalen Doan                              | Niemcy · Sofie Adeberg · Finn Sonnekalb                          | Japonia · Shizuko Okuaki · Sota Kubo                                |

## Wyniki reprezentantów Polski
Kobiety
| Zawodniczka | 500 m | 1000 m | 1500 m | 3000 m | Wielobój | MS | TS | TP | MR |
| Polska | —     | —      | —      | —      | —        | —  | 1  | 2  | 5  |
| Zofia Braun | 17    | 15     | 7      | 4      | 6        | 7  | –  | +  | –  |
| Wiktoria Dąbrowska | 5     | 8      | –      | –      | —        | –  | +  | –  | –  |
| Julia Grzywińska | 11    | 6      | –      | –      | —        | –  | +  | –  | +  |
| Hanna Mazur | 3     | 2      | 3      | –      | 21       | 6  | +  | +  | –  |
| Emilia Zawisza | 33    | –      | 20     | 18     | —        | –  | –  | +  | –  |
| 1. 2. 3. MS – Bieg masowy TS – Sprint drużynowy TP – Bieg drużynowy MR – Sztafeta mieszana DNF – Zawodniczka nie ukończyła biegu DNS – Zawodniczka nie pojawiła się na starcie biegu DQ – Zawodniczka została zdyskwalifikowana WDR – Zawodniczka została wycofana ze startu |       |        |        |        |          |    |    |    |    |

Mężczyźni
| Zawodnik | 500 m | 1000 m | 1500 m | 5000 m | Wielobój | MS | TS | TP | MR |
| Polska | —     | —      | —      | —      | —        | —  | 2  | 7  | 5  |
| Mikołaj Bielas | 10    | 8      | 20     | –      | 17       | –  | +  | –  | –  |
| Szymon Hostyński | 16    | 31     | –      | –      | —        | –  | +  | –  | –  |
| Eryk Marciniak | –     | –      | –      | 16     | —        | 8  | –  | +  | –  |
| Jerzy Stadnicki | 12    | 11     | 7      | 18     | 6        | –  | –  | +  | +  |
| Mateusz Śliwka | 9     | 4      | 5      | 13     | 4        | 9  | +  | +  | –  |
| 1. 2. 3. MS – Bieg masowy TS – Sprint drużynowy TP – Bieg drużynowy MR – Sztafeta mieszana DNF – Zawodnik nie ukończył biegu DNS – Zawodnik nie pojawił się na starcie biegu DQ – Zawodnik został zdyskwalifikowany WDR – Zawodnik został wycofany ze startu |       |        |        |        |          |    |    |    |    |